# Edward Parnell
Edward Louis Parnell (Bovey Tracey, Devon, 21 de juny de 1875 – Paignton, Torbay, 2 de febrer de 1941 va ser un tirador anglès que va competir a començaments del segle xx.

## Carrera esportiva
El 1912 va prendre part en els Jocs Olímpics d'Estocolm, amb la participació en tres proves del programa de tir. Va guanyar la medalla de plata en la prova de rifle militar per equips, mentre en rifle lliure, 600 metres fou divuitè i en la de rifle militar, 3 posicions 56è.

## Carrera militar
Abans de 1908 Parnell fou oficial encarregat del cos de la Reserva de Voluntaris de Middlesex de l'exèrcit britànic, una unitat amb una gran reputació per a la pràctica del tir. Després de 1908 va servir amb el 13è Regiment del Comtat de Londres ("The Kensingtons").
Parnell fou mobilitzar el 4 d'agost de 1914 amb l'esclat de la Primera Guerra Mundial, i fou enviat al Front Occidental com a capità amb el 1r de Kensingtons el 4 de novembre de 1914. Fou desmobilitzat a la fi de la guerra, el 1918, amb el rang de Major.